# 天主教馬塞盧總教區
天主教馬塞盧總教區（拉丁語：Archidioecesis Maseruena）是萊索托一個羅馬天主教教省總教區，位於首都馬塞盧，下轄三個教區。是該國唯一一個總教區。

## 歷史
1894年5月8日設巴索圖蘭宗座監牧區，1909年2月18日升為代牧區，
1951年1月11日升為馬塞盧教區，
1961年1月3日升為總教區。

## 概況
總教區位於該國中西部。2004年有教友246,998人（佔轄區總人口52.3%）、四十一個堂區、八十二名司鐸。現任教區總主教為吉拉德·萊羅索里。